# Koper
Koper (phát âm tiếng Slovene: [ˈkoːpəɾ] ⓘ) (tiếng Ý: Capodistria, tiếng Croatia: Kopar) là một thành phố và khu tự quản ven biển của Slovenia. Thành phố này có thương cảng lớn nhất Slovenia, nằm ở bờ biển Adriatic. Thành phố này có diện tích 311,2 km2, dân số là 23.726 người và là trung tâm thành thị lớn của Istria Slovenia.

## Khí hậu
| Dữ liệu khí hậu của Koper                         | Dữ liệu khí hậu của Koper | Dữ liệu khí hậu của Koper | Dữ liệu khí hậu của Koper | Dữ liệu khí hậu của Koper | Dữ liệu khí hậu của Koper | Dữ liệu khí hậu của Koper | Dữ liệu khí hậu của Koper | Dữ liệu khí hậu của Koper | Dữ liệu khí hậu của Koper | Dữ liệu khí hậu của Koper | Dữ liệu khí hậu của Koper | Dữ liệu khí hậu của Koper | Dữ liệu khí hậu của Koper |
| Tháng                                             | 1                         | 2                         | 3                         | 4                         | 5                         | 6                         | 7                         | 8                         | 9                         | 10                        | 11                        | 12                        | Năm                       |
| ------------------------------------------------- | ------------------------- | ------------------------- | ------------------------- | ------------------------- | ------------------------- | ------------------------- | ------------------------- | ------------------------- | ------------------------- | ------------------------- | ------------------------- | ------------------------- | ------------------------- |
| Trung bình ngày tối đa °C (°F)                    | 7.8 (46.0)                | 9.2 (48.6)                | 12.6 (54.7)               | 16.7 (62.1)               | 21.5 (70.7)               | 25.0 (77.0)               | 27.5 (81.5)               | 27.1 (80.8)               | 23.4 (74.1)               | 18.6 (65.5)               | 13.1 (55.6)               | 9.4 (48.9)                | 17.7 (63.9)               |
| Trung bình ngày °C (°F)                           | 5.6 (42.1)                | 6.5 (43.7)                | 9.3 (48.7)                | 12.9 (55.2)               | 17.4 (63.3)               | 21.1 (70.0)               | 23.5 (74.3)               | 23.3 (73.9)               | 19.9 (67.8)               | 15.5 (59.9)               | 10.4 (50.7)               | 7.1 (44.8)                | 14.4 (57.9)               |
| Tối thiểu trung bình ngày °C (°F)                 | 3.5 (38.3)                | 3.9 (39.0)                | 6.0 (42.8)                | 9.2 (48.6)                | 13.4 (56.1)               | 17.2 (63.0)               | 19.6 (67.3)               | 19.5 (67.1)               | 16.4 (61.5)               | 12.4 (54.3)               | 7.7 (45.9)                | 4.8 (40.6)                | 11.1 (52.0)               |
| Lượng Giáng thủy trung bình mm (inches)           | 75 (3.0)                  | 70 (2.8)                  | 72 (2.8)                  | 89 (3.5)                  | 82 (3.2)                  | 92 (3.6)                  | 69 (2.7)                  | 93 (3.7)                  | 111 (4.4)                 | 98 (3.9)                  | 117 (4.6)                 | 88 (3.5)                  | 1.056 (41.6)              |
| Nguồn: http://en.climate-data.org/location/59382/ |                           |                           |                           |                           |                           |                           |                           |                           |                           |                           |                           |                           |                           |